# Pyrus jacquemontiana
Pyrus jacquemontiana är en rosväxtart som beskrevs av Joseph Decaisne. Pyrus jacquemontiana ingår i släktet päronsläktet, och familjen rosväxter. Inga underarter finns listade i Catalogue of Life.